# 29 frimaire
29 brumaire 29 nivôse
Le nonidi 29 frimaire, officiellement dénommé jour de la olive, est le 89e jour de l'année du calendrier républicain.
C'était généralement le 19e jour du mois de décembre dans le calendrier grégorien.